# Палестина-ду-Пара

Палестина-ду-Пара на карте штата.

Палестина-ду-Пара (порт. Palestina do Pará) — муниципалитет в Бразилии, входит в штат Пара. Составная часть мезорегиона Юго-восток штата Пара. Входит в экономико-статистический микрорегион Мараба. Население составляет 7475 человек на 2010 год. Занимает площадь 984,362 км². Плотность населения — 7,59 чел./км².

## Демография
Согласно сведениям, собранным в ходе переписи 2010 г. Национальным институтом географии и статистики (IBGE), население муниципалитета составляет:
| Полное население                               | Полное население                               | Полное население                               | Полное население                               | 7475  |
| ---------------------------------------------- | ---------------------------------------------- | ---------------------------------------------- | ---------------------------------------------- | ----- |
| в том числе:                                   | Городское население                            | 4546                                           | Процент городского населения, %                | 60,82 |
|                                                | Сельское население                             | 2929                                           | Процент сельского населения, %                 | 39,18 |
|                                                | Мужское население                              | 3879                                           | Процент мужского населения, %                  | 51,89 |
|                                                | Женское население                              | 3596                                           | Процент женского населения, %                  | 48,11 |
| Плотность населения, чел/км²                   | Плотность населения, чел/км²                   | Плотность населения, чел/км²                   | Плотность населения, чел/км²                   | 7,59  |
| Население муниципалитета в % к населению штата | Население муниципалитета в % к населению штата | Население муниципалитета в % к населению штата | Население муниципалитета в % к населению штата | 0,10  |

По данным оценки 2015 года, население муниципалитета составляет 7424 жителя.

## Статистика
- Валовой внутренний продукт на 2003 год составляет 24 207 920,00 реалов (данные: Бразильский институт географии и статистики).
- Валовой внутренний продукт на душу населения на 2003 год составляет 2899,15 реалов (данные: Бразильский институт географии и статистики).
- Индекс развития человеческого потенциала на 2000 год составляет 0,652 (данные: Программа развития ООН).

## Важнейшие населенные пункты
| № | Населённый пункт        | Населённый пункт (порт.) | Категория | Население чел. (2010) | На карте                       |
| - | ----------------------- | ------------------------ | --------- | --------------------- | ------------------------------ |
| 1 | Палестина-ду-Пара       | Palestina do Pará        | город     | 4546                  | 5°44′38″ ю. ш. 48°19′02″ з. д. |
| 2 | Санта-Изабел-ду-Арагуая | Santa Isabel do Araguaia | поселок   | 563                   | 6°07′15″ ю. ш. 48°19′45″ з. д. |
| 3 | Порту-Дас-Балсас        | Porto das Balsas         | поселок   | 390                   | 5°42′23″ ю. ш. 48°10′38″ з. д. |
| 4 | Посту-Фискал            | Posto Fiscal             | поселок   | 250                   | 5°41′34″ ю. ш. 48°11′44″ з. д. |